# (5121) Numazawa
(5121) Numazawa es un asteroide perteneciente al cinturón de asteroides, descubierto el 15 de enero de 1989 por Masayuki Yanai y el astrónomo Kazuro Watanabe desde el Observatorio de Kitami, Hokkaidō, Japón.

## Designación y nombre
Designado provisionalmente como 1989 AX1. Fue nombrado Numazawa en honor al artista japonés Shigemi Numazawa de reconocida fama internacional. Uniendo sus conocimientos astronómicos y fotográficos, ha elaborado un gran número de obras, relacionada con la astrofotografía espacial tomadas con una cámara Schmidt.

## Características orbitales
Numazawa está situado a una distancia media del Sol de 2,230 ua, pudiendo alejarse hasta 2,611 ua y acercarse hasta 1,849 ua. Su excentricidad es 0,170 y la inclinación orbital 6,453 grados. Emplea 1216,79 días en completar una órbita alrededor del Sol.

## Características físicas
La magnitud absoluta de Numazawa es 13. Tiene 7 km de diámetro y su albedo se estima en 0,256.